# كاري بورنس
كاري بورنس (بالإنجليزية: Curry Burns)‏ هو لاعب كرة قدم أمريكية أمريكي، ولد في 12 فبراير 1981 في ميامي في الولايات المتحدة.

## وصلات خارجية
- كاري بورنس على موقع مرجع كرة القدم المحترفة.كوم (الإنجليزية)